# Proxy ARP
El Proxy ARP es una técnica para usar el ARP para proporcionar un mecanismo de enrutamiento ad hoc.
Un dispositivo de varios puertos, como un router, que implemente Proxy ARP responderá a las peticiones de ARP en una interfaz como delegado o encargado de las direcciones de un dispositivo de otra interfaz. El dispositivo puede entonces recibir y remitir paquetes dirigidos a los demás dispositivos.
La ventaja del Proxy ARP sobre otros esquemas es la sencillez. Una red puede extenderse usando esta técnica sin que lo sepa el router de salida al exterior de la red.
Por ejemplo, supongamos que un host A quiere comunicarse con un host B de otra subred. Para ello, el host A enviará una solicitud ARP con la dirección IP de B en su paquete. El router que une ambas subredes responde a la petición de A con su dirección MAC en lugar de la dirección MAC auténtica de B, por lo tanto actúa como delegado del host B. A su debido tiempo, cuando A envíe al router un paquete que esté destinado en realidad a B, el router remitirá el paquete al host B. La comunicación entre A y B, se lleva a cabo sin que los hosts sepan que hay un router intermediario. Esto se debe a que el router responde con su propia dirección MAC a la petición ARP para una dirección IP, reemplazándola (proxying). A veces se denomina este proceso como "publicación" ("publishing").
Entre las desventajas del proxy ARP están la escalabilidad (de esta manera, la resolución ARP se necesita para cada dispositivo enrutado) y la fiabilidad (no está presente ningún mecanismo alternativo, y el enmascaramiento puede resultar confuso en algunos entornos). Nótese, sin embargo, que las técnicas de manipulación de ARP son la base de los protocolos que proveen redundancia en redes de difusión, como Ethernet, y más notablemente en el CARP y en el VRRP.
IMPORTANTE: si un host A quiere mandar un paquete a host B, el A se lo manda a la puerta de enlace directamente, NO al B, y la puerta de enlace lo manda al B.